# Убеші
Убеші (нім. Uebeschi) — громада  в Швейцарії в кантоні Берн, адміністративний округ Тун.

## Географія
Громада розташована на відстані близько 25 км на південь від Берна.
Убеші має площу 4,4 км², з яких на 7,2% дозволяється будівництво (житлове та будівництво доріг), 89,4% використовуються в сільськогосподарських цілях, 2,7% зайнято лісами, 0,7% не є продуктивними (річки, льодовики або гори).

## Демографія
2019 року в громаді мешкало 685 осіб (-1,4% порівняно з 2010 роком), іноземців було 2,5%. Густота населення становила 155 осіб/км².
За віковим діапазоном населення розподілялося таким чином: 24,1% — особи молодші 20 років, 57,2% — особи у віці 20—64 років, 18,7% — особи у віці 65 років та старші. Було 275 помешкань (у середньому 2,5 особи в помешканні).
Із загальної кількості 183 працюючих 83 було зайнятих в первинному секторі, 33 — в обробній промисловості, 67 — в галузі послуг.